# Verdienter Energiearbeiter der Deutschen Demokratischen Republik
Verdienter Energiearbeiter  der Deutschen Demokratischen Republik war eine staatliche Auszeichnung  der Deutschen Demokratischen Republik (DDR), welche in Form eines Ehrentitels mit Urkunde und einer tragbaren Medaille verliehen wurde.

## Allgemeines
Gestiftet wurde der Ehrentitel am 30. Januar 1975 und konnte verliehen werden:
- für hervorragende Leistungen bei der Lösung der volkswirtschaftlichen Aufgaben in der Energiewirtschaft,
- besondere Verdienste und Initiativen im sozialistischen Wettbewerb,
- ausgezeichnete Leistungen auf wissenschaftlich-technischen Gebiet,
- sozialistische Rationalisierung in der Energiewirtschaft und
- für vorbildliche und langjährige Einsatzbereitschaft in diesem Gebiete.

Die Verleihungshöchstzahl war auf 25 Träger jährlich begrenzt.

## Medaille zum Ehrentitel

### Aussehen
Die vergoldete Medaille mit einem Durchmesser von 30 mm zeigt auf ihren Avers eine stilisiertes Kraftwerk, vor dem zwei Gasrohrleitungen liegen. Links neben dem Kraftwerk ist ein ebenfalls stilisierter Starkstrommast zu sehen. Alle drei Symbole stehen für die Energiewirtschaft der DDR, darunter die dreizeilige Inschrift: VERDIENTER / ENERGIE / ARBEITER Schriftzug und Symbole sind ausnahmslos erhaben geprägt worden. Das Revers der Medaille zeigt das Staatswappen der DDR.

### Trageweise
Getragen wurde die Medaille auf der linken oberen Brustseite an einer 25 × 14 mm stoffbespannten gelben Spange mit zwei 3 mm breiten schwarzen Streifen die jeweils 3 mm von den Bandrändern entfernt eingewebt worden sind.